# Jérôme Pineau
Jérôme Pineau (født 2. januar 1980) er en fransk tidligere professionel landevejsrytter.